# Forma urmează funcția

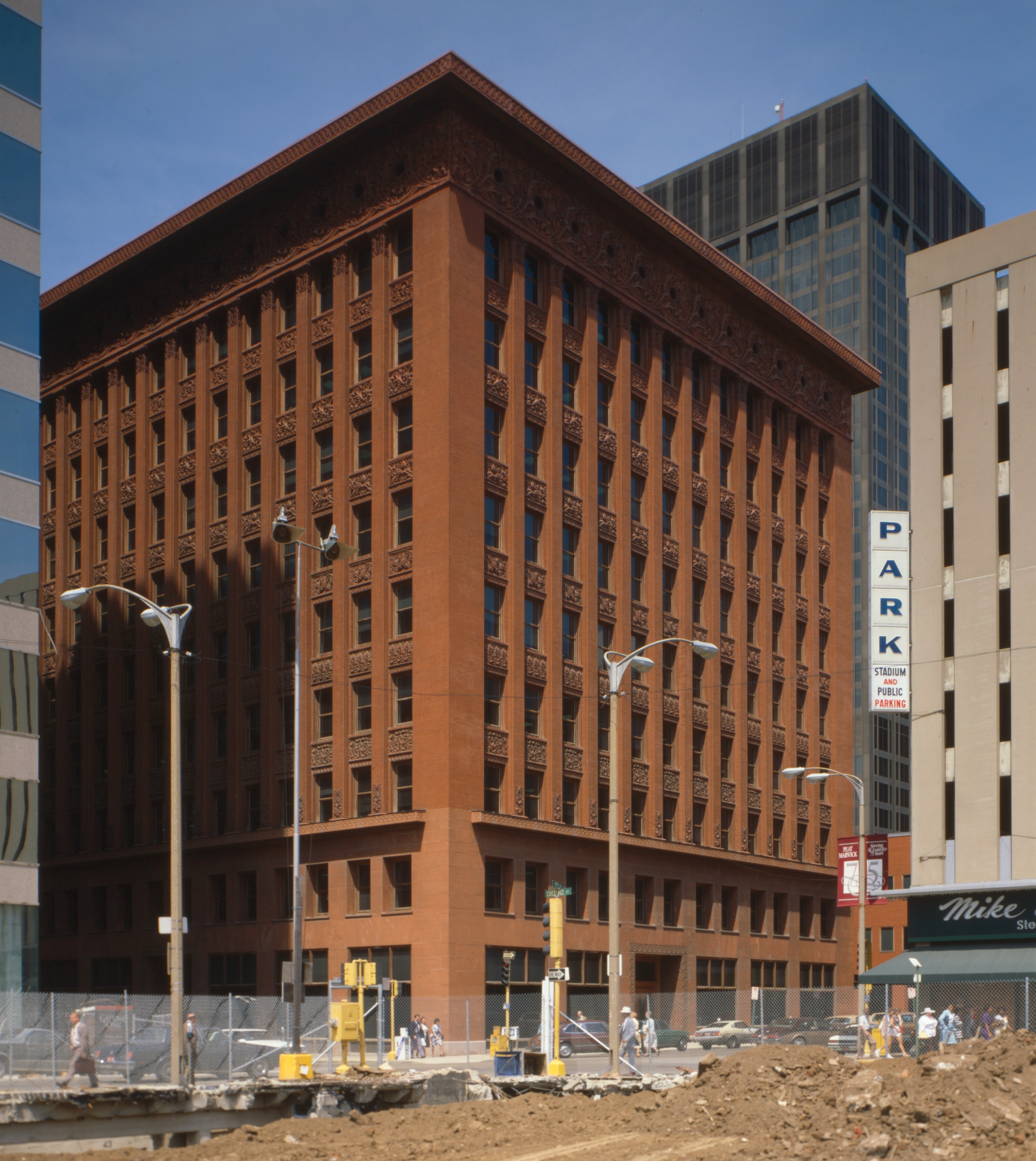
Clădirea Wainwright din Saint Louis, Missouri, proiectată de Louis Sullivan și construită în 1891, este emblematică pentru celebra sa maximă „forma urmează funcția”.

„Forma urmează funcția” este un principiu asociat cu arhitectura sfârșitului secolului al XIX-lea și începutul secolului al XX-lea și cu designul industrial și – în general – postulează faptul că forma unei clădiri sau a unui obiect ar trebui să se raporteze în primul rând la funcția sau scopul propus. 

## Origini ale expresiei
Arhitectul Louis Sullivan a inventat termenul, deși acesta este adesea atribuit incorect sculptorului Horatio Greenough (1805 – 1852), a cărui gândire este preponderent asociată abordării funcționaliste ulterioare a arhitecturii. Scrierile lui Greenough au fost uitate pentru o bună perioadă de timp și au fost redescoperite abia în anii 1930. În 1947, o selecție a eseurilor sale a fost publicată sub titlul Form and Function: Remarks on Art by Horatio Greenough. 
Sullivan, compatriotul mult mai tânăr al lui Greenough, admira gânditori raționaliști precum Thoreau, Emerson, Whitman și Melville, precum și pe însuși Greenough. În 1896, Sullivan a utilizat fraza într-un articol intitulat The Tall Office Building Artistically Considered, deși ulterior a atribuit ideea de bază arhitectului, inginerului și autorului roman Marcus Vitruvius Pollio; acesta a afirmat pentru prima dată în cartea sa De architectura că o structură trebuie să prezinte cele trei calități: firmitas, utilitas, venustas - adică trebuie să fie solidă, utilă și frumoasă. Sullivan a scris de fapt „forma urmează întotdeauna funcția”, dar sintagma simplificată și mai puțin emfatică este forma amintită. Pentru Sullivan, aceasta a fost înțelepciunea distilată, un credo estetic, singura „regulă care nu permite nicio excepție”. 
Sullivan a dezvoltat forma zgârie-norului din oțel la Chicago în secolul XIX, într-un moment în care tehnologia, gustul și forțele economice au convers și au făcut necesară ruperea de stilurile consacrate. Dacă forma clădirii nu urma să fie aleasă din vechile modele, ceva trebuia să stabilească forma și, potrivit lui Sullivan, acest «ceva» va fi scopul clădirii. Astfel, s-a implementat conceptul „forma urmează funcția”, spre deosebire de „forma urmează precedentul”. Asistentul lui Sullivan, Frank Lloyd Wright, a adoptat stilul și a propagat același principiu într-o formă ușor diferită – poate pentru că eliberarea de vechile stiluri le-a dat mai multă libertate și latitudine.  

## Dezbaterea asupra funcționalității ornamentației
În 1908, arhitectul austriac Adolf Loos a scris un eseu alegoric intitulat „Ornament și crimă”, ca reacție la ornamentul elaborat folosit de arhitecții din Viena. Moderniștii au adoptat argumentul moralist al lui Loos, precum și maxima lui Sullivan. Loos lucrase ca tâmplar în SUA. El a sărbătorit eficiența instalațiilor sanitare și a artefactelor industriale, precum silozurile de porumb și turnurile de apă din oțel, ca exemple de proiectare funcțională.     

## Aplicație în diferite domenii

### Arhitectură

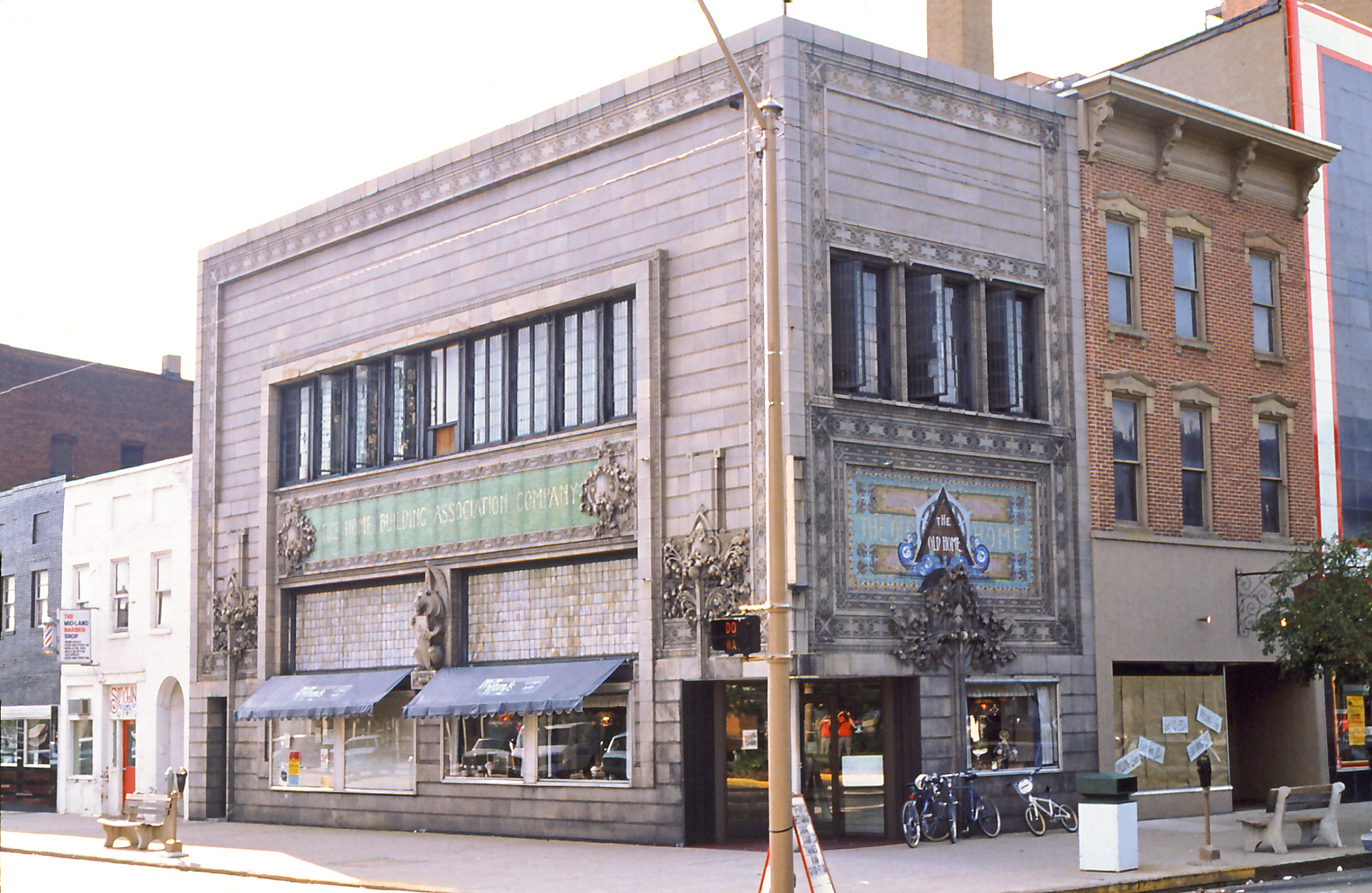
Home Building Association Bank (Sullivan)

Expresia „forma (întotdeauna) urmează funcția” a devenit un strigăt de luptă al arhitecților moderniști după anii ’30. Acest credo a fost preluat împreună cu presupunerea că elementele decorative, pe care arhitecții le numesc „ornamente”, erau de prisos la clădirile moderne. Cu toate acestea, Sullivan însuși nu a gândit și nici nu a proiectat în acestă direcție în perioada de vârf a carierei sale. Într-adevăr, chiar dacă clădirile sale se adresau maselor, el a adăugar adesea suprafețelor simple erupții de decorații luxuriante de art nouveau și celtic revival, de obicei turnate în fier sau teracotă și variind de la forme organice precum vița de vie și iedera, până la designuri mai geometrice, inspirate din originea sa irlandeză. Aceste ornamente au deveni în cele din urmă marcă comercială Sullivan; pentru studenții de arhitectură, ele reprezintă semnătura sa, de recunoscut instantaneu. 

### Design de produs
Un episod din istoria conflictului inerent dintre designul funcțional și cerințele pieței a avut loc în 1935, după introducerea modelului auto Chrysler Airflow simplificat, când industria auto americană a stopat temporar încercările de a introduce forme aerodinamice optime în fabricarea autovehiculelor de masă. Unii producători auto au considerat că eficienizarea aerodinamică va avea drept rezultat o singură formă optimă de caroserie, o formă „lacrimă”, care nu ar încuraja vânzările. General Motors a adoptat două poziții diferite în materie de eficientizare, una destinată comunității sale de inginerie internă, cealaltă destinată clienților săi. La fel ca schimbarea anuală a modelului, așa-numitul stil aerodinamic s-a dovedit adesea lipsit de sens din punct de vedere al performanței tehnice. Ulterior, coeficientul de tracțiune a devenit atât un instrument de marketing, cât și un mijloc de îmbunătățire a capacității de vânzare a unei mașini prin reducerea ușoară a consumului de combustibil și creșterea semnificativă a vitezei sale maxime. 
Designerii industriali americani din anii 1930 și 1940, precum Raymond Loewy, Norman bel Geddes și Henry Dreyfuss, au făcut față contradicțiilor inerente ale „formei funcționale”. Loewy a formulat principiul „MAYA” (Most Advanced Yet Acceptable) pentru a exprima faptul că proiectarea de produs este legată de constrângerile funcționale ale matematicii și materialelor, dar acceptarea este limitată de așteptările sociale. Sfatul său a fost ca, pentru tehnologii foarte noi, acestea să fie făcute cât mai familiar, dar pentru tehnologii familiare, acestea ar trebui să fie surprinzătoare.   
Victor Papanek (decedat în 1998) a fost un influent  designer și filosof al design, care a pledat ca un susținător al principiului „funcției urmează forma”. 

### Inginerie software
S-a susținut că structura și atributele de calitate interne ale unui artefact software netrivial vor reprezenta în primul rând cerințele tehnice ale construcției sale, influența procesului fiind marginală sau irelevantă. Aceasta nu înseamnă că procesul este irelevant, dar că procesele compatibile cu cerințele unui artefact duc la rezultate aproximativ similare.

### Proiectare auto
Dacă proiectarea unui automobil se conformează funcției sale – de exemplu forma Fiat Multipla, care se datorează parțial dorinței de a așeza șase persoane în două rânduri – atunci se poate spune că forma urmează funcția sa.

### Evoluție
Conform teoriei evoluției îndelungate a lui Lamarck, anatomia va fi structurată în funcție de funcțiile asociate utilizării; de exemplu, girafele sunt mai înalte pentru a ajunge la frunzele copacilor. În schimb, în evoluția darwinistă, forma (variația) precede funcția (așa cum este determinată de selecție). Aceasta înseamnă că, în evoluția lamarckiană, forma este modificată de funcția cerută, în timp ce în evoluția darwinistă, mici variații ale formei permit ca unele părți ale populației să funcționeze „mai bine” și, prin urmare, sunt mai reușite în mod reproductiv. 